# Top o’ the Morning (film 1949)
Top o' the Morning – amerykański film komediowy z 1949 roku w reżyserii Davida Millera, w którym występują Bing Crosby, Ann Blyth i Barry Fitzgerald.